# Inion
Inion (Inion) este un punct craniometric situat pe protuberanța occipitală externă, fiind cel mai proeminent punct al ei aflat la intersecția planului sagital al capului cu o linie tangentă la convexitatea cea mai ridicată a liniilor nuchale superioare.